# Ton Thie
Ton Thie (Gouda, 28 ottobre 1944 – 25 febbraio 2021) è stato un calciatore olandese, di ruolo portiere.

## Carriera
Cresciuto nell'Olympia e poi passato all'Hermes, nel luglio 1964 Thie viene ingaggiato dall'ADO Den Haag, società in cui militerà sino al suo ritiro dal calcio giocato avvenuto nel 1977.
Nella sua prima stagione con i capitolini ottiene il terzo posto finale, piazzamento bissato l'anno seguente, stagione in cui raggiunge anche la finale della Coppa d'Olanda 1965-1966, persa contro lo Sparta Rotterdam. L'Eredivisie 1966-1967 è invece conclusa al quarto posto.
Nell'estate 1967, con l'ADO Den Haag nelle vesti del San Francisco Golden Gate Gales, disputa l'unica edizione del campionato dell'United Soccer Association, lega calcistica nordamericana che poteva fregiarsi del titolo di campionato di Prima Divisione su riconoscimento della FIFA, nel 1967: quell'edizione della Lega fu disputata utilizzando squadre europee e sudamericane in rappresentanza di quelle della USA, che non avevano avuto tempo di riorganizzarsi dopo la scissione che aveva dato vita al campionato concorrente della National Professional Soccer League. I Golden Gate Gales non superarono le qualificazioni per i play-off, chiudendo la stagione al secondo posto della Western Division.
Nella stagione 1967-1968 Thie con il suo club ottiene il quarto posto finale e la vittoria della Coppa d'Olanda 1967-1968 ai danni dell'Ajax.
Nella stagione 1968-1969 raggiunge il sesto posto in campionato e gli ottavi di finale della Coppa delle Coppe 1968-1969.
Dopo un altro sesto posto nell'Eredivisie 1969-1970, la stagione seguente è chiusa al terzo posto finale.
Nella stagione 1971-1972 Thie con i suoi ottiene il quinto posto in campionato ed il raggiungimento della finale della KNVB beker 1971-1972, persa contro l'Ajax.
Le stagioni 1972-1973 e 1973-1974 sono chiuse rispettivamente al quinto e tredicesimo posto.
Nella Eredivisie 1974-1975 Thie si piazza al decimo posto finale, vincendo però la KNVB beker 1974-1975 grazie alla vittoria in finale sul Twente.
La stagione 1975-1976 fu chiusa al sesto posto finale mentre la partecipazione alla Coppa delle Coppe 1975-1976 terminò ai quarti di finale.
Nell'ultima stagione prima del ritiro dall'attività agonistica, la 1976-1977, Thie con il suo club ottenne il decimo posto finale.

## Palmarès
- Coppa dei Paesi Bassi: 2

FC Den Haag: 1967-1968, 1974-1975